# Провулок Олени Левчанівської
Прову́лок Олени Левчанівської — провулок у Богунському районі Житомира. Названий на честь української політичної та громадської діячки Олени Левчанівської.

## Розташування
Розташований на Мальованці, на теренах Закам'янки.

## Історія
Провулок виник у 1930-х роках. Перша назва — Фурмановський провулок.
Станом на 1968 рік провулок та його забудова сформовані.
До 19 лютого 2016 року називався 2-й Піонерський провулок. Відповідно до розпорядження Житомирського міського голови від 19 лютого 2016 року № 112 «Про перейменування топонімічних об'єктів та демонтаж пам'ятних знаків у м. Житомирі», перейменований на провулок Олени Левчанівської.